# Karl Saur
Karl Otto Saur (Düsseldorf, Alemania; 16 de febrero de 1902 - Pullach, 28 de julio de 1966) fue un ingeniero y secretario con rango de ministro de la Organización Todt para el Ministerio de Armamento dirigido por Albert Speer y el último Ministro de Defensa del Tercer Reich.  Saur fue además uno de los dos receptores de la condecoración Cruz de Caballero de la Cruz del Mérito en 1944.

## Biografía
Se formó como un ingeniero y fue director de la empresa del acero August Thyssen-Hütte Co. hasta 1929.
Se unió al NSDAP en 1931, fue Gauleiter de Turingia entre 1931 y 1932 y en 1933 pasó a ser ayudante de Fritz Todt junto a Franz Xaver Dorsch para la Organización homónima del Tercer Reich hasta 1942. Ese año Todt falleció en un misterioso accidente de aviación y Karl Saur pasó ser ayudante del Ministro de Armamento y Munición Albert Speer, con el rango de Secretario de Estado. Saur era de tendencia más bien política y no administrativa como lo deseaba Speer y sus aportes tendieron a satisfacer esperanzas más que realidades en el plano de la producción armamentística, sin embargo se transformó en el enlace de Hitler con la industria siderúrgica alemana.
Karl Saur estuvo muy relacionado con la provisión de mano de obra esclava para los diferentes proyectos de la Organización Todt y fue especialmente riguroso hasta el extremo de ser indolente en el cumplimiento de sus objetivos. Saur comprometió a los industriales del acero de la cuenca del Ruhr en la maquinaria de guerra a cambio de importantes beneficios para estos grupos económicos como fue el caso de la familia Krupp.
Saur emitía los informes estadísticos del Ministerio al Führer, muchas veces sobredimensionados para elevar la moral de Hitler respecto de las cifras de producción de armamento de guerra ganándose de este modo la estima del Führer.
El 5 de octubre de 1943 le fue concedida la Cruz de Caballero por orden de Hitler.
Saur junto a Franz Xaver Dorsch, quien era aliado de Martin Bormann, se mostraron reticentes al liderazgo de Albert Speer en el Ministerio de Armamentos y junto el médico Karl Gebhardt realizaron intrigas en el Ministerio de Armamentos con el objeto de hacer caer del podio de confianza de Hitler a Albert Speer en 1944.
Karl Saur a partir de 1944 pasó a reemplazar a Speer en el canal de comunicaciones con Hitler, favoreciendo un ambiente enrarecido para el ministro de armamentos de Hitler. Speer calificó a Saur como un personaje eficaz y diligente en puestos subalternos; pero un hombre excesivamente ambicioso y falto de realidad, cuyos informes aislaron de la realidad del ministerio de armamentos a Hitler.
El 29 de octubre de 1944, Karl Saur fue condecorado con la Cruz de Caballero de la Cruz del Mérito por sus contribuciones al esfuerzo civil en la maquinaria de guerra de Hitler, paradójicamente la condecoración le fue impuesta por Speer.
Karl Saur fue considerado en el testamento de Hitler el 20 de abril de 1945 como Ministro de Armamentos del Reich y le fue concedida la Cruz de Caballero en Oro por sus servicios.
Saur fue detenido por los estadounidenses quienes le ofrecieron la inmunidad de cargos a cambio de contribuir como testigo de cargo en contra de los industriales acereros que cooperaron con el régimen nazi y en especial contra Erhard Milch. Por este hecho, Saur fue considerado un traidor y fue aislado socialmente en la Alemania de posguerra cuando fue desnazificado y liberado.
Saur falleció en Pullach, Baviera en 1966 a los 64 años.